# Doryctobracon brasiliensis
Doryctobracon brasiliensis är en stekelart som först beskrevs av Szepligeti 1911.  Doryctobracon brasiliensis ingår i släktet Doryctobracon och familjen bracksteklar. Inga underarter finns listade i Catalogue of Life.